# Hartvíkov
Hartvíkov (německy Hartlikow, Hartwigshof) je malá vesnice, část obce Dolní Hořice v okrese Tábor v Jihočeském kraji. Nachází se asi 2,5 kilometru severovýchodně od Dolních Hořic. Hartvíkov je také název katastrálního území o rozloze 1,74 km².

## Historie
První písemná zmínka o Hartvíkovu pochází z roku 1369, kdy vesnice patřila Kunešovi z Hartvíkova. Stejný přídomek používali také jeho následovníci, jimiž byli Přibík uváděný v roce 1414, Chval (1417–1419) a Zdeslav, který okolo roku 1424 zastával funkci purkrabího v Bechyni. Vladykové sídlili na zdejší tvrzi, která zanikla nejspíše během husitských válek. Jejím posledním známým majitelem byl Ctibor z Hartvíkova. Pozůstatky tvrze se dochovaly do první čtvrtiny devatenáctého století, kdy byl při melioracích luk u rybníka zasypán příkop a nalezeny čtvercové základy jakési budovy.

## Obyvatelstvo
| Rok            | 1869 | 1880 | 1890 | 1900 | 1910 | 1921 | 1930 | 1950 | 1961 | 1970 | 1980 | 1991 | 2001 | 2011 | 2021 |
| -------------- | ---- | ---- | ---- | ---- | ---- | ---- | ---- | ---- | ---- | ---- | ---- | ---- | ---- | ---- | ---- |
| Počet obyvatel | 156  | 177  | 158  | 158  | 155  | 148  | 106  | 62   | 55   | 41   | 28   | 16   | 23   | 27   | 17   |
| Počet domů     | 17   | 19   | 20   | 19   | 20   | 22   | 20   | 21   | 21   | 16   | 11   | 18   | 19   | 23   | 21   |

## Obecní správa
Při sčítání lidu v letech 1850–1920 Hartvíkov byl osadou obce Prasetín v okrese Pelhřimov. V letech 1921–1971 byl osadou obce Oblajovice, se kterým patřil nejprve do okresu Pelhřimov, ale v roce 1950 v okrese Pacov a v letech 1961–1971 v okrese Tábor. Od 26. listopadu 1971 do 31. března 1976 byl znovu částí obce Prasetín v okrese Tábor, kdy se konaly obecní volby. Od 1. dubna 1976 je částí obce Dolní Hořice v okrese Tábor.

## Pamětihodnosti
- Fara čp. 1[8]

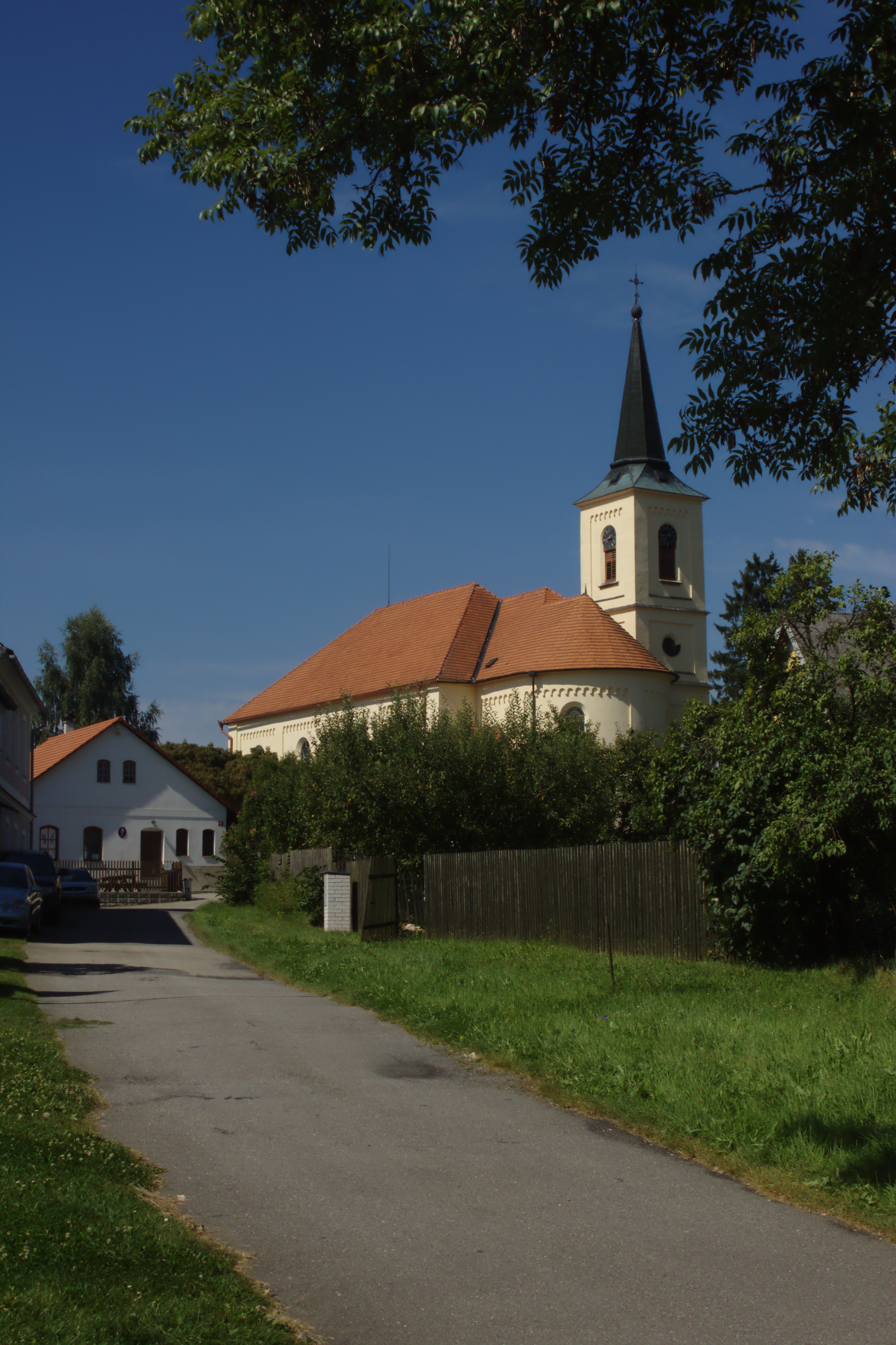
Kostel svatého Petra a Pavla

- Kostel svatých Petra a Pavla[9] je připomínán od roku 1384. Náležel do vikariátu chýnovského jako filiální k Cetorazi. V husitských válkách farnost zanikla, poté byla pod obojí, protože z roku 1785 je zmiňována oprava, kdy byl na jižní straně zdi kostela zabílen veliký kalich. V témže roce byla obnovena duchovní zpráva a od roku 1858 existuje jako samostatná farnost. Původní románský kostel byl roku 1886 zbořen, 1886–1887 na jeho místě postaven nový kostel, větší, pseudorománský s věží na severní straně. Vnitřní výzdoba, beuronská výmalba a varhany jsou pseudogotické z konce 19. století, což je unikátní: je to nejmladší katolický kostel celého vikariátu a vnitřní výmalba je originální. Z původního kostela se zachovaly pouze dva kamenné, typicky románské sloupy, které nesou kruchtu. Roku 1886 byly pořízeny u zvonaře A. Pernera tři nové zvony, ze kterých po zrekvírování roku 1914 zbyl jen jeden, ke cti svatých Petra a Pavla (220 kilogramů). V roce 1976 byla provedena liturgická úprava presbytáře – nový obětní stůl byl zhotoven z mřížky. Roku 1988 byly rodinou Manouškovou ze Zbraslavi odlity a 14. května 1988 za přítomnosti mnoha věřících a kněží slavnostně posvěceny dva zvony: ke cti Panny Marie, Královny míru (378 kilogramů) a svatého Josefa (670 kilogramů).[10]

## Galerie

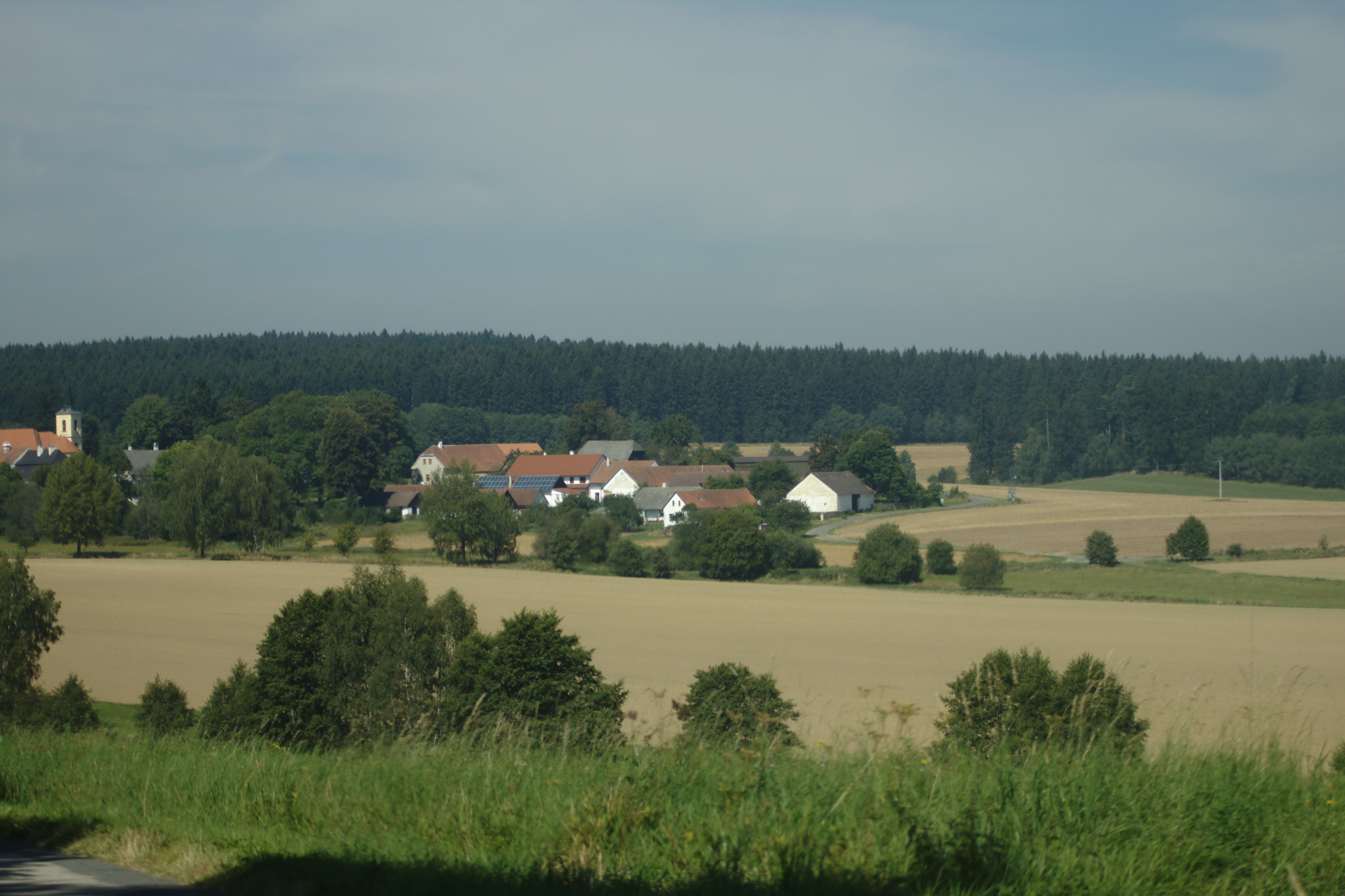
Pohled zdáli
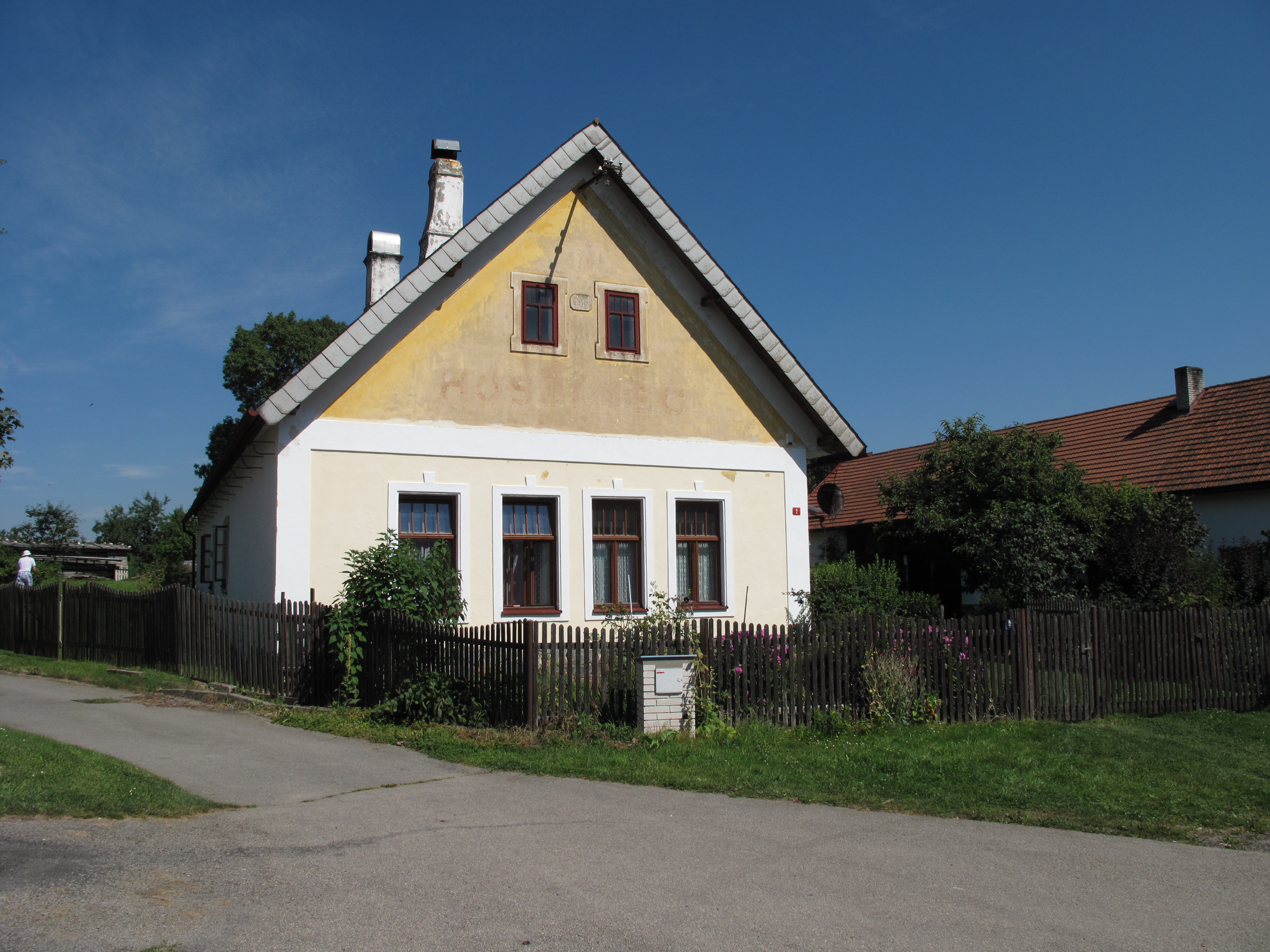
Chalupa
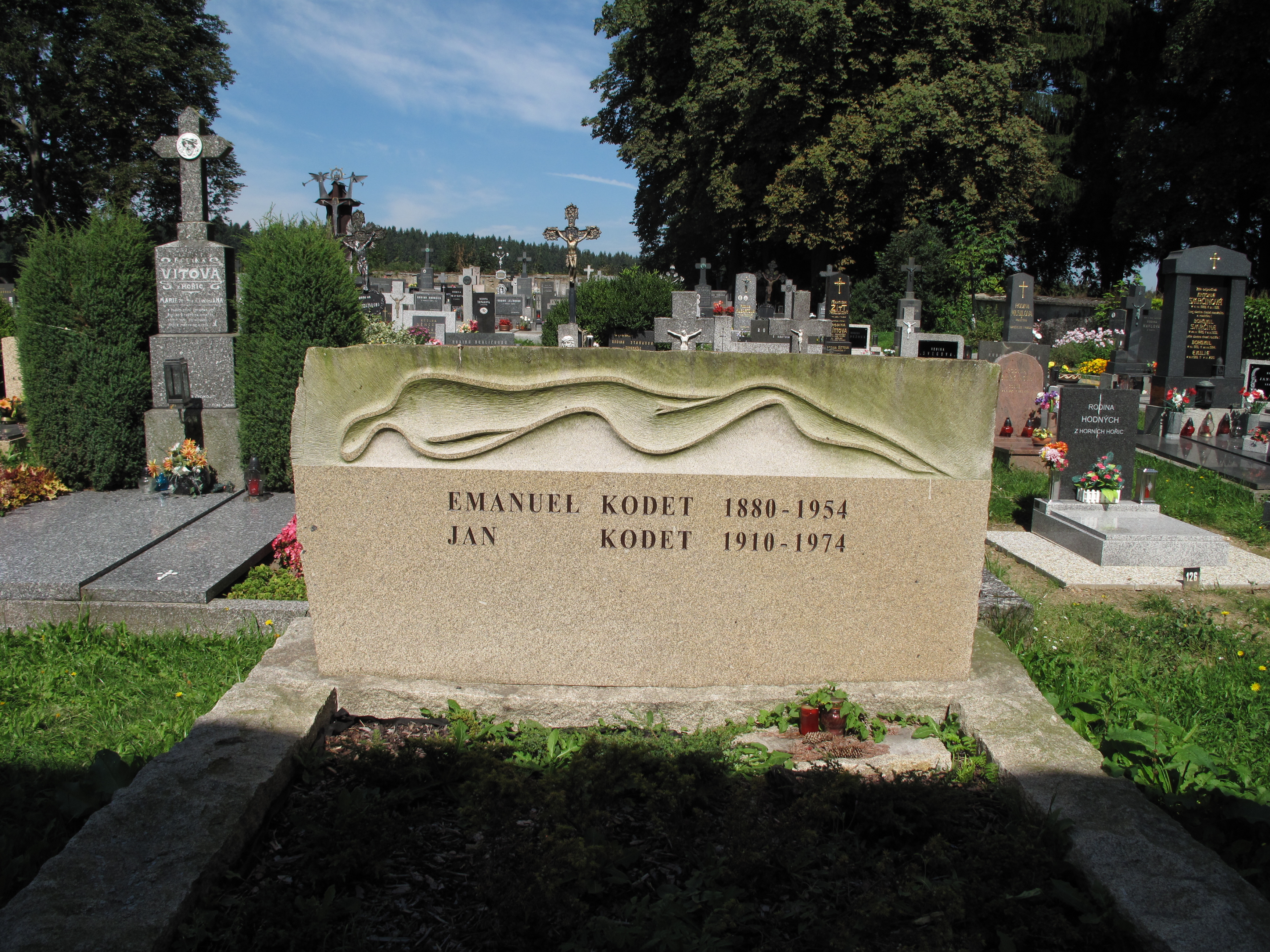
Hrob Kodetů